# Малашевка
Малаше́вка — деревня Кузьмино-Отвержского сельсовета Липецкого района Липецкой области.

## История
В XIX веке входила в состав Кузьминской волости Липецкого уезда Тамбовской губернии. В 1934—1954 годах входила в состав Воронежской области.
Главная улица Малашевки носит имя уроженца деревни Героя Советского Союза Н. П. Лапшова (1914—1945), командира танкового взвода.

## Население
| 2010 | 2012 |
| ---- | ---- |
| 168  | ↗195 |